# ドラゴンブレイズ
『ドラゴンブレイズ』（Dragon Blaze）は、彩京から2000年にリリースされたアーケードゲーム。ジャンルはシューティングゲームである。キャラクターデザインは緒方剛志。

## ストーリー
結界世界メガリスが誕生した際、太陽と月の神との戦いに敗れた魔王ネビュロスは地・水・火・風の4種類の魔石の中に封じられていた。
その後、結界世界メガリスは、これらの魔石と、月と太陽の神によって平和と繁栄を謳歌してきた。
だが、メガリス内で戦争が起きた際、ある国家が勝利を求めるあまり、ネビュロスの封印を解いてしまう。
ネビュロスは、万物の構成を司る月の神の精神を暗黒の力で支配し、闇の軍団を作らせる。 
一方、闇の軍団に命を狙われていた太陽の神は、ドラゴンナイトと呼ばれる４人の戦士に神々の武具を授け、協力を要請する。

## ゲームシステム
8方向レバー+3ボタン（ショット・マジックボム・ドラゴンとの分離／合体）によって操作する。個性豊かな4人のキャラクターの中から1人を選び、全7面をクリアする。2周エンド。序盤の4面はランダムに選択される。
なお、他の彩京シューティング同様、本作も敵機への体当たりではミスとはならず、代わりに攻撃力がダウンする。

### ドラゴンシュート
彩京シューティングに多く見られる、近接攻撃と設置式オプションを兼ね備えた攻撃システム。
ドラゴンボタンを押すとドラゴンが前方に射出される。飛距離は短いが、大型のザコとステージボス以外の敵を一撃で倒せる。また、ドラゴンシュートで倒した敵からは金貨が大量に降るため、点数稼ぎの要素もある。
分離中はドラゴンがその場で通常ショットを発射し、本体はサブショットではなく前方への連射ショットを発射する。分離中にドラゴンボタンを押すことでドラゴンを呼び戻し、接触すると再度合体する。このときドラゴンボタンを押したままにすると、ドラゴンを停止することができ、これを利用して位置の微調整ができる。
2周目には、ボスの攻撃にドラゴンの位置に向けた攻撃をするものが追加される。

### スーパーマジック
ショットボタンを押しっぱなしにすることで、マジックゲージを消費して特殊攻撃を行う。合体時と分離時で攻撃が異なる。マジックゲージは敵を攻撃することで増加する。
『ストライカーズ1999』のスーパーショットに相当する攻撃だが、レベルの違いは廃止されている。

### テクニカルボーナス
対ボス戦において、ボスが一定時間コアを露出するタイミングがある。この時にドラゴンシュートを撃ち込むと、ボスが一撃で破壊されテクニカルボーナスを獲得する。
これも『ストライカーズ1999』にあったシステム。

## アイテム
アイテムは分離したドラゴンでも取得できる。
- パワーアップ

取るたびに攻撃が1段階アップする。
- マジックボム

緊急回避のボムを使用できる回数が1個増える。最大9個。
- 銀貨

100点。敵を倒すと出現する。
- 金貨

200点。ドラゴンシュートで敵を倒すと出現する。
- ボーナスキャリー

特定の敵をドラゴンシュートで倒すと出現。大量の金貨を降らせる。

## キャラクター
クエイド
本作の主人公格。
砂漠の支配者ハラド王の親衛隊の隊長を務める竜騎士。
呪いでファイアードラゴンにされた恋人・ディナに乗り、行動を共にしている。
ソニア
本作の紅一点。
海の王国アルジェを治める海王の一人娘。
呪いでアクアドラゴンにされた母に乗り、同じく呪いで魔物に変えられた海の民である魚達と共に戦う。
ロブ
秘境シャバに住むドワーフ達のリーダー。
呪いで双頭のサンダードラゴンに一体化された長兄と次兄に乗って戦う。
イアン
素性不明の死霊魔道士。
養父でもある師匠以外の人間に決して心を開かないほどの人間嫌い。
呪いでスカルドラゴンにされた師匠に乗って行動する。

## ステージ
各ステージのボスの名称は形態ごとに表記する。

### 前半面
各プレイヤーキャラクターの出身地となっており、ランダムで選択される。
ハラド（砂漠）
中ボス「旅団護衛船 バージェス」
ボス「旅団司令船 ゴトランド」（第1形態） / 「古代生物 オルドビス」（第2形態）
アルジェ（海）
中ボス「ランプシェードフィッシュ キングジェル
ボス「シー・ドラゴン ゾルバ」（第1形態） / 「シー・ドラゴン ゲルゾルバ」（第2形態）
シャバ（ジャングル）
中ボス「グラムリア」
ボス「魔法植物 アブティロン」（第1形態） / 「呪詛球茎 マンドラゴラ」（第2形態）
マイマナ（霧）
中ボス「ドラゴンフライ」
ボス「ワイバーン キオラ」（第1形態） / 「寄生生物 メガロワスプ」（第2形態）

### 後半面
ステージ5 アルター（祭壇）
中ボス「大聖杯 アケロン」
ボス「神殿王 ゴルガゴンガ」（第1形態） / 「暗黒神体 ワキワキ」（第2形態）
ステージ6 アナザーワールド（冥界）
中ボス 「餓鬼屍 ボーンチャイルド」「結界監視眼 オッドアイ」
ボス「冥界王 ダリウス（魔神モード（第1形態） / 三ッ首竜モード（第2形態））」
ステージ7 ラストバトル（最終）
中ボス 「上級魔法虫 ゴールドバグ」「異物抹消器官 ヘルズブロッサム」
ボス「魔王 ネビュロス（魔神モード（第1形態） / 胎児モード（第2形態） / 暗黒生命体（第3形態））」

## 移植作品
- PlayStation 2版

2005年3月31日にタイトーから販売の『彩京シューティングコレクションVol.3』に収録。『ソルディバイド』と『ドラゴンブレイズ』のカップリング。
- Nintendo Switch版

2018年4月5日にゼロディブより『ドラゴンブレイズ for Nintendo Switch』の名義で配信。また、シティコネクションより2019年7月25日に発売された『彩京 SHOOTING LIBRARY Vol.1』にも収録されている（内容はダウンロード版と同一）。
- Steam版

2020年8月3日にシティコネクションより配信。スコアアタック専用モードやオンラインランキングが追加。
- PlayStation 4版

2022年6月30日発売のパッケージソフト『彩京 SHOOTING LIBRARY Vol.1』に収録。また、同日には単品版のダウンロード販売もなされている。発売元はシティコネクション。
- Xbox One版

2023年1月12日に単品ダウンロードソフトとしてシティコネクションから発売。